# کنگ (سرزمین)

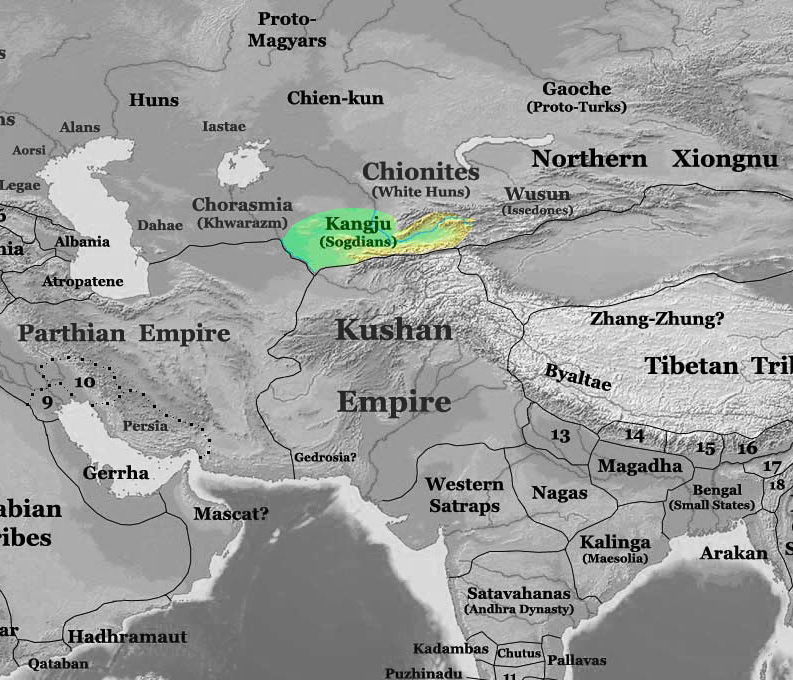
ُسرزمین کنگجو (سغد)

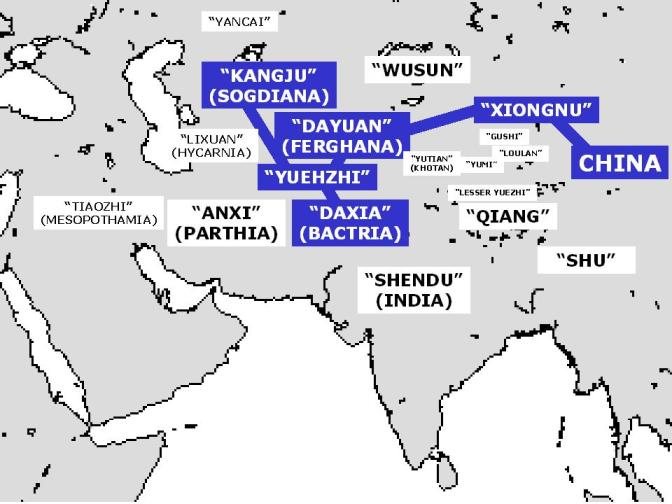
سرزمین‌هایی که در گزارش ژانگ چیان آمده است. سرزمین‌هایی را که به آن‌ها سفر کرده با رنگ آبی برجسته شده‌اند.

کنگ یا در چینی کانگ‌جو (康居) نامی است برای مردمی باستانی و پادشاهی‌ای در آسیای میانه. اتحادیه‌ای بوده است از مردمی با زبان و نژادی ناشناخته که برای دو سده دومین نیروی بزرگ فرارود را پس از یوئه‌چی شکل می‌داد.
شیراتوری کوراکیچی بر پایهٔ بررسی‌های نوشتاری بر این باور است که مردم کنگجو ترک‌تبار بوده‌اند، ولی دیگر پژوهشگران آنان را ایرانی‌تبار یا تُخار می‌دانند.
در دوره باستان به زبان چینی به نواحی اطراف سمرقند گفته می‌شد.

## تاریخ
ژانگ چیان گردشگر و دیپلمات چینی که منطقه را در ۱۲۸ پیش از میلاد دیده است از کنگ بدین گونه یاد می‌کند:
«کنگجو در ۸۳۲ کیلومتری (۲۰۰۰ لی) شمال غربی دایوان (فرغانه) جای دارد. مردمش چادرنشین اند و آیین‌هایی همانند یوئه‌چی‌ها دارند. آنان ۸۰٬۰۰۰ تا ۹۰٬۰۰۰ کمان‌دار کارکشته دارند. کشوری کوچک است و با دایوان هم‌مرز می‌باشد. فرمانروایی مردم یوئه‌چی در جنوب و هسیونگ‌نو (هون‌ها؟) در شرق را پذیرفته‌اند.»
در زمان هانشو (۱۲۳ پیش از میلاد تا ۲۳ میلادی)، کنگجو به ملتی با جمعیت ۶۰۰٬۰۰۰ تن و دارای ۱۲۰٬۰۰۰ مرد جنگاور برآمد. کنگجو در آن زمان آشکارا نیرویی بزرگ برای خود بود. در آن زمان فرغانه و سُغد را که ۵ شهریار فروپایه‌تر (小王五) داشت، به زیر فرمان خود برد.
پادشاهی یانچای (به معنای سبزدشت گسترده)، که مرکزش در شمال دریاچهٔ خوارزم (آرال) بود، باج‌گذار کنگ شد. گذرگاه شمالی جادهٔ ابریشم از این پادشاهی می‌گذشت و دارای ۱۰۰٬۰۰۰ کمان‌دار کارکشته بود.
در زندگی‌نامهٔ بان‌چائو، سردار چینی، در کتاب هو هانشو، یاد شده که در سال ۹۴ میلادی یوئه‌چی‌ها تدارک ازدواجی میان شاهشان با شاهدخت کنگ را می‌دیدند. سپس چینیان «پیشکش‌های ابریشمی شایانی» برای یوئه‌چی‌ها می‌فرستند تا آنان به یوئه‌چی‌ها فشار بیاورند که دست از پشتیبانی شاه کاشغر در برابر چینیان بردارند و چنین نیز می‌شود.
در بخش سرزمین‌های غربی کتاب هو هانشو زیر عنوان گزارشی در ۱۲۳ میلادی به شاهنشاه چین آمده که، در آن زمان سغد (لی‌یی 栗弋 = سویی粟弋) و یان و یانچای (که در آن زمان نامش به آلان‌لیائو تغییر کرده بود و گمان می‌رود که قلمروش تا دریای کاسپی [خزر] گسترش یافته بود) و کشوری در شمال یانچای همانند شهر راهبردی خجند (وویی北烏伊 یا اسکندریه اسخاته [دورترین اسکندریه]) همه باج‌گذار کنگ‌اند.
در سدهٔ سوم میلادی 'ویلوئه' گفته که کنگ در میان شماری کشور که در گذشته وجود داشته‌اند و نه کوچک شده‌اند و نه گسترش یافته‌اند جای دارد. در آن زمان پادشاهی‌های لیو، یان و یانچای/آلان دیگر باج‌گذار کنگ نبوده‌اند.
کنگ همچنان مستقل می‌ماند و تا پایان سدهٔ سوم میلادی به چین سفیر می‌فرستد. اندکی پس از آن، توانش رو به کاستی می‌رود و بخشی از امپراتوری هپتال می‌شود.

## نام
"کنگجو康居 = آبگیر طراز، چاچ (تاشکند) و سغد. روشن نیست نام چینی کنگجو آوانویسی نامی قومی است یا این که جنبهٔ توصیفی دارد. جو (居) می‌تواند به معنای نشیمن، سرزمین، اقامتگاه یا اشغال نظامی باشد… این اصطلاح می‌تواند به معنای "سرزمین کنگ" یا "کنگستان" باشد… هرچند، واژهٔ کنگ (康) به معنای صلح‌جو و خوش نیز هست و سر هم می‌تواند سرزمین صلح، یا مردم صلح‌جو معنا دهد… حتی اگر نام کنگجو در اصل آوانویسی نامی بیگانه باشد، دست کم برای چینی‌زبانان معنای صلح‌جو می‌داده است و نام کنگ معنای فرعی مردم صلح‌جو را به ذهن می‌رسانده است."
کنگجو در زمان سلسله‌های سویی و تانگ به معنای دولت کنگ بوده است، اگر چه در آن روزگار زیر فرمان خاقانان گوک‌ترک بوده است.
ممکن است کنگ در ارتباط با زیر شاخه ای از ترکان با نام کنگر باشد که نام آن در داستان افسانه ای ترکان «اغوز نامه» آمده است. در ترکی باستان کانگ به معنی گاری بوده است (در ترکی آذربایجانی قونقا) که با پسوند «ار» به معنی مرد همراه شده است. این قوم (قوم کنگر که در اغوز نامه آمده است) بعد از اسلام به آسیای صغیر و آذربایجان و ماورا قفقاز مهاجرت کرده است و امروزه در آذربایجان تحت عنوان کنگرلو زندگی می‌کنند.

## در نوشتارهای ایرانی
در اوستا از این سرزمین با نام «کنگهه» (kangha) یاد شده است. در شاهنامه نیز از کنگ، بهشت کنگ، کنگِ گُزین و کنگِ افراسیاب نام برده شده است. کنگ یکی از شهرهای مهم توران بوده است. این‌جای را نباید با کنگ‌دز و سیاوخش‌گرد اشتباه گرفت.